# Sabratha Wa Surman
Sabratha Wa Surman was een gemeente (Shabiyah) in Libië.
Sabratha Wa Surman telde in 2006 152.521 inwoners op een oppervlakte van 1370 km². De gemeente werd in 2007 verdeeld over Az Zawiyah en An Nuqat al Khams.